# Jagvillhabostad.nu
jagvillhabostad.nu är en ideell ungdomsorganisation som arbetar för ungas rätt till en trygg bostad. För att alla ska ha frihet och makt att forma sitt eget liv. Organisationen bildades den 17 februari 2001 som ett nätverk för unga som ville lyfta bostadsfrågan. Den 15 maj 2003 registrerades jagvillhabostad.nu som en ideell förening.
Verksamheten utgörs av tre grenar: konsumentupplysning, opinionsbildning och projekt. Därigenom arbetar organisationen aktivt med att göra något åt bostadskrisen och strävar efter en rättvis bostadsmarknad där ungas behov, rättigheter och intressen tas till vara. jagvillhabostad.nu ger unga mellan 16 och 30 år en plattform för att påverka både sin egen bostadssituation och bostadspolitiken i stort, utveckla idéer och sprida kunskap om rättigheter på bostadsmarknaden. 
Organisationen består av förbundsstyrelsen, lokalavdelningarna och kansliet. Lokalavdelningarna är fristående den centrala verksamheten i förbundet och har egna styrelser, ekonomier och verksamheter. I dagsläget har organisationen lokalavdelningar i Stockholm, Göteborg, Malmö, Uppsala, Örebro och Umeå.
Hyresgästföreningen, Riksbyggen och Bosam är jagvillhabostad.nu:s mecenater. Sedan 2021 är jagvillhabostad.nu medlem i Sveriges Konsumenter.
Organisationen beskriver sig som självständig, är partipolitiskt och religiöst obunden och vilar på feministiska, antirasistiska och demokratiska principer. Sittande förbundsordförande är Alexander Wilson van Deurs. Vice förbundsordförande är Marcus Karlén.
jagvillhabostad.nu har blivit nominerade till Årets Opinionsbildare i Almedalen två gånger. De har också blivit tilldelade Miljöpartiets kongresspris.
Tillsammans med Svenska Bostäder har jagvillhabostad.nu utvecklat ett koncept för modullägenheter vid namn Snabba hus. Familjebostäder har också i samarbete med jagvillhabostad.nu byggt hyreslägenheter i området Bergsjön, Göteborg. Samarbetet involverar 12 hyreslägenheter och är särskilda ungdomslägenheter. Det nya bostadsområdet ingår i Göteborgs Stads satsning BoStad2021. Unga vuxna från Bergsjön har varit med och påverkat projektet rörande områden så som planlösningar, uthyrning och gemensamma utrymmen. Inflytt skedde den 1 juli 2020.

## Organisation

### Ordförande genom åren
- 2009-2010: Paulina Pilati[13]
- 2010-2012: Siri Andersson[14]
- 2012–2014: Lina Glans, ordf.[15]
- 2014–2015: Jenny Holmberg, ordf.[16]
- 2015–2016: Teo Strömdahl Östberg, ordf.[17]
- 2016–2018: Aidin Zandian, ordf. och Per Markus Risman, vice ordf.[18][19]
- 2018–2019: Saffran Rohm, ordf. och Nike Halvardsson, vice ordf.[20]
- 2019–2020: Emma Ringqvist, ordf. och Emma Nilsson, vice ordf.[20]
- 2020–2021 Emma Ringqvist, ordf. och Sara Gommel, vice ordf.[21]
- 2021–2022 Dina Oetterli ordf. och Johanna Clarin vice ordf.[22]
- 2022– Alexander Wilson van Deurs ordf. och Marcus Karlén vice ordf.[7]

### Förbunds-/ verksamhetschefer/ generalsekreterare genom åren
Fram till och med 2017 var benämningen på den högsta tjänstemannarollen i föreningen verksamhetschef. Till och med 2021 var titeln förbundschef och sedan Henrik Malmrot började benämns rollen som generalsekreterare.
- 2007–2008: Tobias Olsson[23]
- 2008–2010: Elsa Reimerson[24]
- 2010–2013: My Malmeström-Sobelius[25]
- 2013–2016: Irma Ortega Cruz[26]
- 2016–2018: Dina Oetterli[27]
- 2018–2019: Kristin Olofsson[28]
- 2019–2021 Björn Lindgren[29]
- 2021– Henrik Malmrot[8]

## Projekt och samarbeten

### Egenmakt (2008)
Egenmakt är en guide riktad till unga vuxna som behöver vägledning till att hitta ett eget boende i Sverige. Guiden innehåller information om olika boendeformer som finns, om att söka bostad, vad en bostaden bör kosta, samt om sätt att hantera  diskriminering som hyresgäst. Texten finns även i engelsk upplaga kallad ‘’Take Charge’’. Egenmakt var finansierat av Konsumentverket och genomfördes i samarbete med Diskrimineringsombudsmannen och Hyresgästföreningen.

### Snabba hus (2009-)

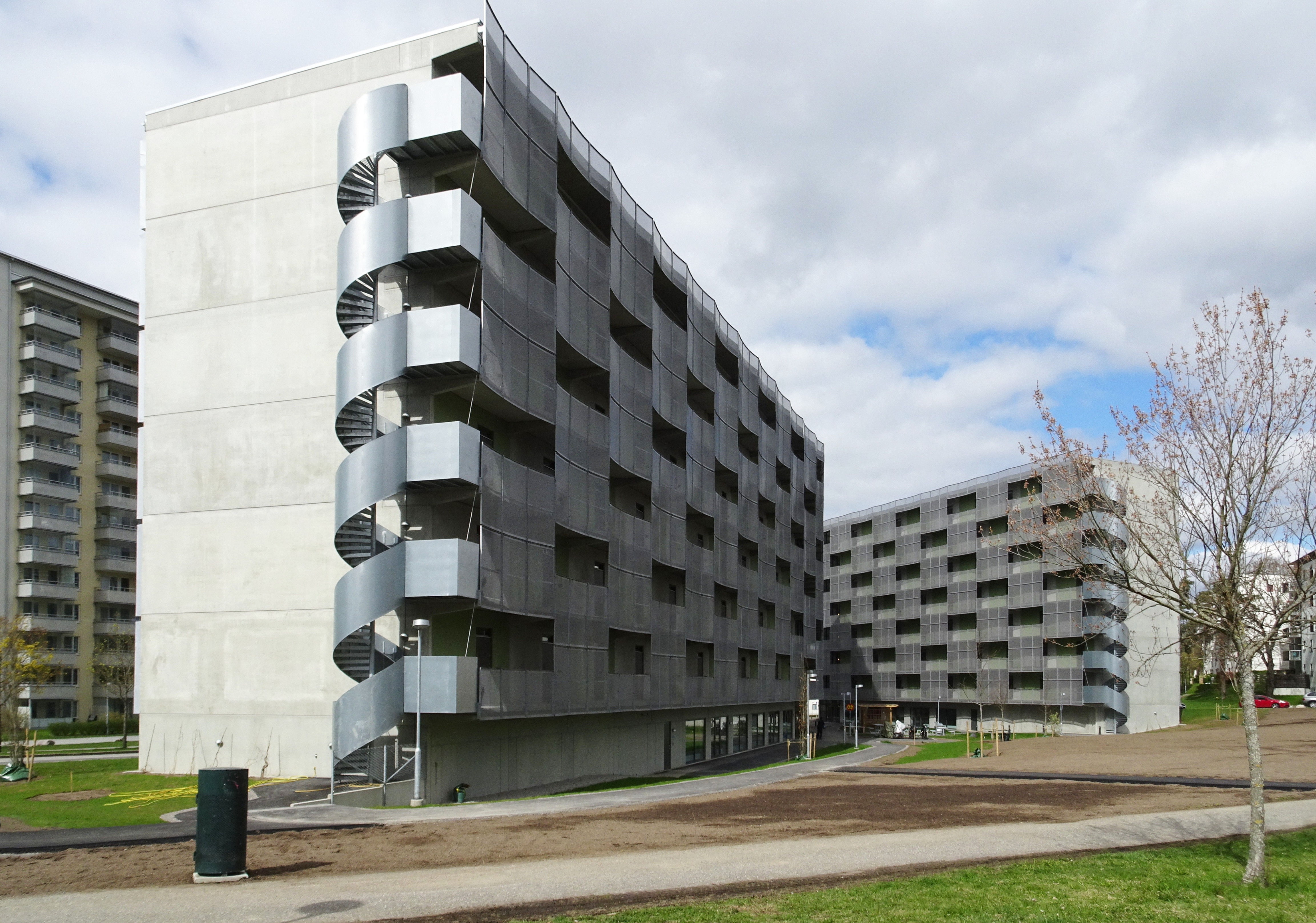
Snabba hus Råcksta, 247 modullägenheter om 33m² vardera, inflyttade november-december 2019.

Snabba hus är ett koncept och projekt utvecklat av jagvillhabostad.nu, i samarbete med Svenska Bostäder. Projektet går ut på att det byggs flyttbara bostäder på tillfälliga bygglov som sedan flyttas till ett nytt område när bygglovet tar slut. Bostäderna flyttas max tre gånger och permanentas sedan. Hyreskontrakten är öronmärkta för unga mellan 18 och 30 år. Projektet säkerställer även att unga vuxna blir delaktiga i processen av utformandet av bostäderna.
Hyresgästerna kan bo i lägenheterna i max 4 år, och de behåller sin ordinarie kötid på bostadsförmedlingen, dessutom så förlängs tiden som vanligt under de 4 åren. De flyttbara bostäderna har utformats i samarbete med Svenska Bostäder, Junior Living samt Andreas Martin-Löf Arkitekter.
Hyresrätter har etablerats Västberga, Råcksta och Norra Ängby i Stockholm. Det senaste genomförandet av Snabba hus skedde i Råcksta, Stockholm under december 2019.

### Bostadsvrålet (2014-)
Bostadsvrålet är ett bostadspolitiskt nätverk och en plattform som startades för att styrka boendes perspektiv och rättigheter på bostadsmarknaden. Därför har man anordnat ett bostadspolitisk forum på olika platser i Sverige och bjudit in både internationella och nationella talare och aktivister. Deltagare är boende, bostadslösa, aktivister, och forskare. Initiativtagare av projektet har bland annat varit jagvillhabostad.nu och Kvinnors Byggforum m.fl. Träffarna består av workshops, panelsamtal, kulturinslag och debatt om bostadspolitiska frågor.

### Bopinion (2014)
Bopinion är en begreppsguide som syftar till att sänka tröskeln för unga att engagera sig i den bostadspolitiska debatten, uppmuntra till användandet av ett lättförståeligt språk, sprida kunskap och skapa en inkluderande miljö. Materialet är framtaget av Riksbyggen i samarbete med jagvillhabostad.nu och Sveriges Byggindustrier.
Projektet Bopinion initierades av Riksbyggen. Det pågick under 2014 som ett nätverk för påverkansarbete i samhälls- och bostadsfrågor utifrån unga vuxnas perspektiv. I nätverket ingick företrädare från Arkitektstudenterna, Förbundet Unga Rörelsehindrade, Global Utmaning, jagvillhabostad.nu, SSCO, Sveriges Byggindustrier, UngBo, Urbanisma och YIMBY. Flera partipolitiska ungdomsförbund fanns också representerade.

### Ta plats! (2016-2018)
Ta plats! var ett samarbete mellan jagvillhabostad.nu och Familjebostäder i Göteborg. Målet var att involvera unga mer i processen och bygget av nya bostäder i Göteborg. Detta gjordes genom workshops där unga fick lära sig att hantera stadsplanering, planlösningar, planering av utemiljöer samt gemensamma utrymmen. De fick även lära sig om hyra- och kontraktsformer. Projektet finansierades av Myndigheten för ungdoms- och civilssamhällesfrågor.
Det första projektåret, samt en tidigare rapport “Vi vill, berätta bara hur - Unga röster om förutsättningar att delta i fysisk utveckling av det egna närområdet” resulterade i en handbok, även den kallad Ta plats! Bokens målgrupp är bostadsbolag, politiker samt de som vill lära sig hur unga kan inkluderas i processen och bygget av nya bostäder. Under det andra året av projektets gång anordnades en kurs i Stockholm. Den bestod av workshops och föreläsningar involverande debatteknik, uppstart av föreningar och sociala medier, och avslutades med en debatt mellan deltagare och lokala politiker.